# 劇画ヒットラー
『劇画ヒットラー』（げきがヒットラー）は、水木しげるによる日本の漫画作品。『週刊漫画サンデー』（実業之日本社）の「革命家シリーズ」第2弾として、1971年5月8日号から8月28日号まで連載された。連載時のタイトルは『20世紀の狂気ヒットラー』であったが、単行本化の際に改題された。

## 概要
画家志望の青年アドルフ・ヒットラーが、いかに政治の道へ進み、独裁者から破滅へ至ったのかを描いた伝記作品。水木はヒットラーを善人とも悪人とも決めつけずに 客観的かつユーモラスに描いており、本作は伝記漫画の傑作とも評されている。
巻末には参考文献リストも添えられており、当時の写真を元にしたコマもあるなど、できるだけ史実に即した内容になっている。一方で、ナチスを描いた作品に登場することが多いホロコーストは、冒頭とラストで簡単に触れられているのみである。
同年代を生きた水木はヒットラーへの関心が高く、水木の日記にも何度も名前が挙がっていた。漫画『東西奇ッ怪紳士録』でもヒットラーを取り上げており、その中で自身の戦争体験をふまえ、彼がいなかったら私の運命も変わっていたかもしれないと述べている。
単行本は1972年の実業之日本社をはじめ様々な出版社から出版されており、現在はちくま文庫、水木しげる漫画大全集、電子書籍などで読むことが出来る。なお、ちくま文庫版は1990年の出版からロングセラーとなり、2017年時点で15万部を突破している。他に、フランス語版、英語版、台湾版、ドイツ語版 なども出版されている。

## 作品の背景
執筆にあたり、構成や資料収集を手伝う協力者・山田はじめがいたが、ヒットラーに対する考え方が水木は不満だった。そこに協力を申し出たのが水木マンガのファンでありナチス研究に没頭していた高校生・後藤修一（1952-2018） であった。後藤は小学2年生時からヒットラーに興味を抱いた市井のドイツ近現代史研究者であり、母校の文化祭用に作成した3時間にもわたるスライドドキュメンタリー「アドルフ・ヒトラー」を水木に見せる機会を得た。これにいたく感服した水木は200点以上の資料を借り受けたのみならず、後藤が水木宅に頻繁に通い協力した事で、歴史的事実に忠実で、登場人物の複雑な人間関係を丁寧に紹介した深い内容の作品へと昇華した。特にラストシーンに関しては、両者の間で長時間の議論が重ねられたという。この経緯については『日本読書新聞』1984年4月30日号の「わが友　ヒットラー少年　鬼太郎と桃太郎を合わして.....」で水木自身が詳しくインタヴューに応えている。その為、本作は初代協力者・山田はじめの原案にはほとんど依拠しない、水木色が強く出た作品となった。
なお、1989年に講談社より出版された豪華愛蔵版『コミック・ヒットラー』の巻末には新作マンガ「ヒットラー会見記」が加えられ、水木と後藤が怪人アラマタの幽界ロケットでヒットラーに会いに行く物語が描かれた。

## あらすじ
第二次世界大戦末期のドイツ、ユダヤ人は絶滅収容所行きを逃れるために、屋根裏に隠れて生活していた。同じころ、パリではレジスタンスの一員が逮捕され、レジスタンス内は密通者がいるのではないかと疑心暗鬼になっていた。
それでもなお、ドイツ人は史上希なる独裁者となったアドルフ・ヒットラーに熱狂していた。なぜ、ヒットラーはこれほどにも強大な独裁者となりえたのだろうか?

## 主な登場人物

### ドイツの主要人物
アドルフ・ヒットラー
本作品の主人公。画家を夢見て放浪生活を続けるが、第一次世界大戦が勃発すると愛国心から軍隊に志願。戦後、ナチ党の前身であるドイツ労働者党に共鳴し入党。やがてドイツ人を熱狂させる独裁者となり、ポーランド侵攻により第二次世界大戦を引き起こす。特技は口笛で、ワーグナーのオペラを全曲暗記しており、全て口笛で演奏することができた。
アントン・ドレクスラー
ドイツ労働者党ミュンヘン支部議長。本業は錠前屋（史実では鉄道機械工）。一時党首となる。
カール・ハラー
ドイツ労働者党全国議長。本業は新聞記者。
ディードリッヒ・エッカルト
ドイツ労働者党の初期メンバーで、詩人や劇作家の経歴を持つ。
ゴットフリート・フェーダー
ドイツ労働者党の初期メンバーで経済学者。ヒットラーは彼の口髭を真似したと言われている。
エルンスト・レーム
ドイツ労働者党初期メンバーの軍人。SAの幕僚長となるが、政治路線でヒットラーと対立し、さらに同性愛者だったために粛清される。
ルドルフ・ヘス
ミュンヘン大学在学中にヒットラーの演説を聞いて共感し、ナチスに入党。のちにヒットラーの著書『わが闘争』の口述筆記を手伝う。
ヘルマン・ゲーリング
国会議長や空相を歴任。ゲシュタポの創設者。ミュンヘン一揆の前後で目つきが変わって描かれている。
エーリッヒ・ルーデンドルフ
第一次世界大戦の英雄。ヒットラーに共感し、共にミュンヘン一揆を起こしたのだが、一揆は失敗し逮捕される。
グレゴール・シュトラッサー
ドイツ北部ではヒットラーに次ぐ実力者で、しばしば意見衝突しヒットラーと対立する。本業は薬剤師。党内の勢力争いに敗れた末、レームとともに殺害される。
ハインリッヒ・ヒムラー
シュトラッサーの秘書を務め、養鶏も営む。後の親衛隊長官。
パウル・ヨゼフ・ゲッペルス
ヒムラーの後任の秘書で、後に宣伝相も務める。足に障害を持っている。
クルト・フォン・シュライヒャー
国防軍出身の首相。ナチ党分断を企てるが失敗する。
パウル・フォン・ヒンデンブルク
ワイマル共和国最後の大統領。ヒットラーの首相就任に抵抗するが、周りに説得され任命する。
アルベルト・シュペーア
1945年4月23日、ソ連軍が迫るベルリンの総統官邸にて焦土作戦をできる限り妨害してきたことをヒットラーに打ち明ける。

### 外国の政治家
ベニト・ムッソリーニ
ファシスト党統領。イタリア首相。ヒットラーの盟友となる。作中では一貫して親方（ドーチェ）と呼ばれている。
フランシスコ・フランコ
スペインの総統。ヒットラーから参戦を要請されるが「鳥のような声で」中立を維持する。
アーサー・N・チェンバレン
大戦前夜のイギリス首相。ヒットラーにズデーデン問題で譲歩し、「ヨーロッパに平和をもたらした」と自画自賛した。
ウィンストン・チャーチル
チェンバレン後任の首相。反ヒットラー方針を貫き、「サインはV!!」と徹底抗戦を唱えた。
ヨセフ・スターリン
ソ連首相。ドイツと独ソ不可侵条約を結ぶが、後に独ソ戦へ突入。スターリングラード死守を指示する。
モロトフ
ソ連外相。スターリンの片腕。ヒットラーが屈服させたというイギリスにドイツが空襲されていることを揶揄した。
ニキタ・フルシチョフ
スターリングラード攻防戦当時のソ連軍指揮官。
松岡洋右
近衛内閣外相。日独伊三国同盟、日ソ中立条約を締結。

### 民間人
アウグスト・クビツェック
ヒットラー唯一の親友。かつてウィーンでヒットラーと同居しており、後年に交友関係が復活する。戦後、「なぜあなたはヒトラーと再会した時、彼を殺そうとしなかったのか」と聞かれた所、彼は「友人だからです」と答えたという。
ゲリ・ラウバル
ヒットラーの異母姉の娘。ヒットラーに溺愛されるが、謎の自殺を遂げる。ゲリの自殺によってヒットラーは錯乱し、首相就任の機会をいったん逃してしまう。
エバ・ブラウン
ヒットラーの愛人。ゲリの自殺後にヒットラーと疎遠になった異母姉の代わりに、ベルクホーフの世話をするようになる。最後は地下壕で結婚した直後に、ヒットラーと共に自殺。

## 書誌情報
- 『劇画ヒットラー』（実業之日本社、1972年）
- 『ヒットラー 世紀の独裁者』（講談社、1985年4月、ISBN 4-06-103716-1）
- 『豪華愛蔵版 コミック ヒットラー』（講談社、1989年9月、ISBN 4-06-176939-1）
- 『劇画ヒットラー』（ちくま文庫、1990年7月、ISBN 4-480-02449-2）
- 『復刻版 劇画ヒットラー』（実業之日本社、2003年2月、ISBN 4-408-61222-7）
- 『ヒットラー』（世界文化社、2005年8月、ISBN 4-418-05130-9）
- 『ヒットラー 水木しげる傑作選』（世界文化社、2012年8月、ISBN 978-4-418-12134-2）
- 『20世紀の狂気 ヒットラー 他』（講談社〈水木しげる漫画大全集〉、2015年11月、ISBN 978-4-06-377557-0）